# Shanghai Haigang Zuqiu Julebu
Lo Shanghai Haigang Zuqiu Julebu (上海海港足球俱乐部S, Shànghǎi Hǎigǎng Zúqiú JùlèbùP), a volte tradotto come Shanghai Port Football Club e precedentemente conosciuto come Shanghai SIPG, è una società calcistica cinese di Shanghai. Milita nella Super League cinese, la massima serie del campionato cinese di calcio.
Il club gioca le proprie partite casalinghe allo Stadio calcistico di Pudong (in precedenza era di scena allo Stadio di Shanghai). Fu fondata il 25 dicembre 2005, con il nome di Shanghai Dongya Zuqiu Julebu.

## Storia

### 2005-2007: League Two
Il 16 maggio 2000, l'ex allenatore della nazionale di calcio cinese, Xu Genbao, fondò la Genbao Football Base, iscrivendo nell'accademia 96 membri nati tra il 1988 e il 1991, che si sarebbero allenati nel Genbao Football Base Arena di recente costruzione.
Inizialmente, Xu Genbao non aveva alcuna intenzione di fondare una squadra di calcio professionistica. Tuttavia, man mano che aumentavano i giovani della Genbao Base, la mancanza di competizioni calcistiche giovanili in Cina spinse Xu a fondare una squadra di calcio in modo che i suoi tesserati potessero fare esperienze di gioco nel calcio professionistico. Il 25 dicembre 2005, fu fondato lo Shanghai East Asia Football Club, congiuntamente da Xu Genbao e lo Shanghai East Asia Sports and Culture Center Co. Ltd, con Xu Genbao come presidente del club e Claude Lowitz, l'allenatore della nazionale giovanile francese, come allenatore.
Con giovani giocatori di età compresa tra i 14 e i 17 anni, lo Shanghai East Asia ha gareggiato nella China League Two del 2006, il terzo livello del sistema di leghe cinesi. La squadra ha giocato le partite casalinghe al campo di allenamento della Genbao Football Base Arena a Chongming, Shanghai, concludendo la prima stagione al settimo posto. Inoltre, durante il campionato, i giocatori di Xu batterono i record di più giovane marcatore cinese con Cao Yunding, a 16 anni e 242 giorni e di più giovane calciatore professionista cinese con Wu Lei a soli 14 anni e 287 giorni.
Alla fine del 2006, Claude Lowitz lasciò il club e l'ex vice allenatore Jiang Bingyao assunse la carica di allenatore. Con le lezioni apprese e le esperienze acquisite dalla loro stagione da esordiente, il giovane East Asia FC ha vinto il titolo della divisione nel 2007, battendo il Sichuan in finale, e ottenendo così la promozione in China League One, la seconda divisione del campionato di calcio.

### 2008-2012: League One
Nonostante il successo della promozione, emersero domande su cosa sarebbe successo alla squadra, soprattutto considerando che gli sforzi di Xu per creare un club professionistico (Shanghai 02) prima dell'East Asia finirono per essere svenduti allo Shanghai Shenhua nel 2002 a causa di difficoltà finanziarie non ancora risanate nel 2007. Però nel giugno dello stesso anno, il governo di Shanghai venne in soccorso di Xu con aiuti finanziari, in cambio l'East Asia FC avrebbe rappresentato Shanghai ai Giochi Nazionali della Cina 2009.
Con il club in una divisione superiore, lo Shanghai East Asia si trasferì nel Jinshan Sports Center da 30.000 posti nel distretto di Jinshan, a Shanghai, concludendo la China League One 2008 al sesto posto. Come promesso, nell'estate 2009, lo Shanghai East Asia rappresentò la squadra di calcio di Shanghai, prendendo parte ai Giochi Nazionali del 2009. Xu Genbao assunse la carica di dirigente e portò la squadra a vincere l'oro nel torneo di calcio maschile. Nel frattempo, in campionato, lo Shanghai East Asia scelse lo Stadio di Shanghai da 65.000 posti come stadio di casa per la stagione 2009 della China League One. Nonostante la conclusione al quarto posto e la perdita della promozione per una sola vittoria, nel complessivo è stato considerato un bel risultato poiché la squadra era composta da giocatori sotto i 20 anni e senza calciatori stranieri.
La stagione 2010 vide l'ex nazionale cinese Fan Zhiyi ricevere il suo primo lavoro dirigenziale presso il club, nonché l'introduzione dei primi giocatori stranieri, il macedone Nikola Karčev e l'haitiano Fabrice Noël. Nonostante questi nuovi acquisti, il club non riuscì a migliorare i risultati della stagione precedente concludendo nuovamente al quarto posto. L'impossibilità di ottenere la promozione e le difficoltà finanziarie impedirono al club di mantenere le proprie stelle nascenti. Prima della stagione 2011, cinque dei giocatori titolari della squadra lasciarono il club, tra cui il capitano della squadra Wang Jiayu, il nazionale cinese Zhang Linpeng e i giocatori della nazionale cinese under 23 Cao Yunding, Jiang Zhipeng e Gu Chao. Per far fronte a questo problema, nella stagione 2011, Xu Genbao promosse diversi giovani giocatori in prima squadra e concluse la stagione al nono posto.
All'inizio della stagione 2012 il club vendette il nome della propria squadra allo sponsor Zobon Group per 30 milioni di Yuan con un contratto triennale, questo portò il club a cambiare il nome della prima squadra in Shanghai Tellace il 31 dicembre 2011, mentre il nome del club rimane invariato come Shanghai East Asia. La stagione si concluse con la vittoria della League One e la promozione in Chinese Super League.

### 2013-presente: CSL
Il 28 dicembre 2012, lo Shanghai East Asia cambiò nuovamente il nome della sua prima squadra in Shanghai Port FC, in base a un accordo di sponsorizzazione di 40 milioni di yuan con lo Shanghai International Port. Il 7 gennaio 2013, il club acquisì ufficialmente un'altra squadra di calcio con sede a Shanghai, lo Shanghai Zobon, che aveva precedentemente giocato nella China League Two nel 2012 prima di essere sciolta. La maggior parte dei suoi giocatori, nati tra il 1993 e il 1994 e diplomati alla Genbao Football Base, furono riportati sotto l'ala di Xu Genbao e sarebbero diventati la squadra di riserva dello Shanghai East Asia. Al debutto del club nella massima serie, venne assunto l'ex allenatore della nazionale cinese Gao Hongbo come allenatore portando il club al nono posto alla fine del campionato 2013. Nel frattempo lo Shanghai International Port decise di rafforzare la propria posizione all'interno del club rilevandolo interamente il 18 novembre 2014 e nominando immediatamente Sven-Göran Eriksson come nuovo allenatore.
Durante la finestra di mercato invernale 2015, la prima diretta dallo Shanghai International Port, lo Shanghai SIPG ingaggiò otto nuovi giocatori per rafforzare la rosa: Sun Xiang, Davi Rodrigues de Jesus, Darío Conca, Kim Ju-young, Yang Boyu, Shi Ke, Jean Evrard Kouassi e Yu Hai, spendendo 50 milioni di Yuan e diventando il record di spesa per trasferimenti. La squadra vinse le prime tre partite della stagione, il che creò il miglior inizio di chinese Super League nella storia. Il 9 maggio, lo Shanghai SIPG si assicurò una vittoria per 5-0 sul rivale Shanghai Greenland Shenhua, diventando la loro prima vittoria nel derby di Shanghai. Nella finestra di trasferimento estiva la squadra ingaggiò il giocatore ghanese Asamoah Gyan. Mentre Jean Evrard Kouassi venne inserito nella squadra delle riserve a causa delle restrizioni nell'iscrizione in quel periodo  (4 giocatori stranieri + 1 giocatore straniero asiatico). Lo Shanghai SIPG concluse la stagione al secondo posto con 65 punti, a soli due punti dai campioni del Guangzhou Evergrande. Diventando la loro migliore posizione in campionato nella storia del club e riuscendo ad entrare nelle qualificazioni di AFC Champions League.
All'inizio del 2016, la SAIC Motor Corporation divenne uno dei principali sponsor dello Shanghai SIPG e Il club ingaggiò l'ex vincitore della scarpa d'oro della AFC Champions League e della Chinese Super League Elkeson dal Guangzhou Evergrande per 18,5 milioni di euro. Battendo il record di spesa per un giocatore nel mercato cinese. Il 9 febbraio, la squadra si assicurò una vittoria per 3-0 sul Muangthong United dalla Thailandia nel turno di qualificazione della AFC Champions League, andando con successo alla fase a gironi dell'ACL, superando anche questi ultimi aggiudicandosi il primo posto nel girone. Negli ottavi di finale, lo Shanghai SIPG dovette affrontare l'FC Tokyo. Dopo una sconfitta per 2-1 dei cinesi in trasferta all'andata, nel ritorno, grazie al gol di Wu Lei al 90°, la squadra raggiunse i quarti per la differenza reti in trasferta. Durante la finestra di mercato estiva, lo Shanghai SIPG spese 56 milioni di euro per ingaggiare il nazionale brasiliano Hulk. Ma la squadra fu eliminata nei quarti di finale della ACL. Mentre nella Super League la squadra finì al terzo posto con 52 punti.
Nel 2018, lo Shanghai cavalcò lo slancio di Wu Lei, capocannoniere del campionato in quell'anno, per vincere il suo primo titolo di Super League in assoluto. Mentre nel 2019 vinse la Supercoppa di Cina, diventando il secondo trofeo di massima importanza nazionale.

## Colori e simboli

### Colori
I colori ufficiali della società sono primariamente il rosso con il nero e il bianco come colori secondari.
La prima uniforme (maglia, pantaloncini e calzettoni) è rossa con strisce verticali nere a cui si aggiungono delle spesse righe a zig-zag rossonere che formano un motivo a onde. La maglia si rifà a forme e colori caratteristici dello stile tribal-pop. La seconda uniforme include la maglia bianca con una banda grigia posta orizzontalemte sopra le spalle, mentre i calzini sono rossi con rivestimenti in bianco. Dalla stagione 2007, anno d'esordio in League One, e per tutti gli anni di permanenza in quella lega si optò per un cambiamento radicale dei colori, invertendo quelli della maglia di casa con quelli della maglia della trasferta, cosi, nell'annata 2007 il colore principale fu il giallo, seguito dal bianco dalla stagione 2008 alla 2011. Mentre come colori secondari vennero usati in sequenza negli anni blu, nero, azzurro e rosso. Con la promozione in Super League, dal 2012 si tornò al classico rosso e nero. Le maglie furono prodotte da Mizuno fino al 2012, invece dal 2013 sono prodotte dalla Nike.

#### Anni e denominazioni
| Anni      | Colori                      | Denominazione                    |
| --------- | --------------------------- | -------------------------------- |
| 2005-2014 |                             | Shanghai East Asia Football Club |
| 2015-2020 | Shanghai SIPG Football Club |                                  |
| dal 2021  | Shanghai Port Football Club |                                  |

### Simboli ufficiali

#### Stemma
Lo stemma del club è uno scudo rosso dal bordo dorato: al suo interno è presente il contorno bianco di un'aquila, il simbolo del club, tra due rami d'olivo stilizzati di colore rosso chiaro, per simboleggiare la pace. Al di sopra dell'animale, sulla parte dorata, è presente il nome completo del club in lingua cinese e "Shanghai Port" in alfabeto latino. Infine sopra il nome del club è presente una corona rosso scuro, resa stilizzata da sei punte e cinque cerchi tra di esse, per rappresentare l'ambizione di vittoria.
In passato lo Shanghai Port utilizzò altri due stemmi oltre a quello attuale, ma i cambiamenti tra di essi si riducono al cambio del nome sullo scudo, in concomitanza con il cambio di nome della società per motivi di sponsorizzazione. Per cui lo stemma utilizzato dal 2005 al 2015 presentava il nome completo "Shanghai East Asia Zuqiu Julebu" in cinese e solamente "East Asia" in alfabeto latino. Successivamente quello usato tra il 2016 e il 2021 aveva scritto "Shanghai SIPG Zuqiu Julebu" in cinese e "SIPG FC" in lingua latina.

## Strutture

### Stadio

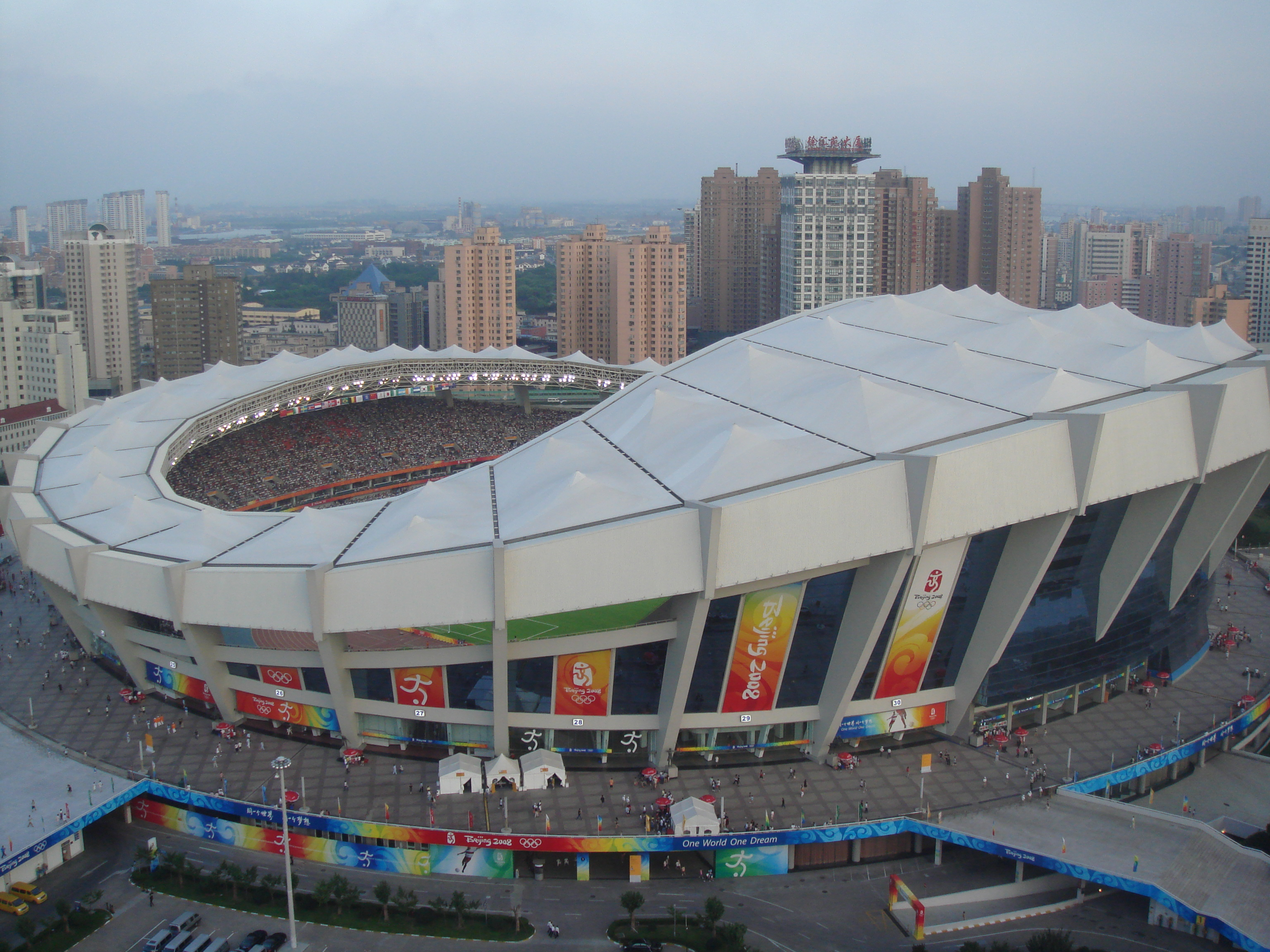
Lo Stadio di Shanghai nel 2008

Lo Shanghai Port gioca le partite casalinghe allo Stadio di Pudong. Inaugurato nell'ottobre del 2021 e situato nel distretto di Pudong, ha una capienza di 37.000 spettatori. Dall'anno di fondazione del club fino al 2007, la franchigia giocò alla Genbao Football Base, ora centro di allenamento del club, è situato nella Contea di Chongming. Successivamente, nel 2008, disputò la stagione al Jinshan Sports Centre, nel distretto di Jinshan, con 30.000 posti a sedere e precedentemente utilizzato dell'altra squadra di Shanghai, lo Shanghai Shenhua. Dopo un solo anno la formazione si sposta allo Stadio di Shanghai di 80.000 posti, come conseguenza della promozione in League One e permettere a più persone di vedere i match casalinghi. Questo stadio aveva ospitato nel 2008 le Olimpiadi e l'8 agosto del 2015 la finale di Supercoppa italiana tra Juventus e Lazio. Nel 2020, la squadra si sposta nuovamente, in attesa che il loro Stadio di Pudong fosse ultimato, allo Yuanshen Sports Centre Stadium, sempre situato a Pudong, con 16.000 posti di capacità, tuttavia quest'ultimo non verrà mai usato per incontri ufficiali a causa della politica zero contagi di COVID-19 che porterà tutte le squadre a giocare in campi neutri per l'interezza delle stagioni 2020 e 2021 oltre che la prima parte della stagione 2022. Nella seconda parte della stagione 2022, la squadra di Shanghai, per facilitare gli spostamenti tra le città della sua squadra, si trasferisce a Dalian, nel Dalian Sports Centre Stadium per ospitare le partite in casa per il resto dell'anno, in attesa di tornare nello Stadio di Pudong nel 2023.

### Centro di allenamento
Lo Shanghai Port si allena all'interno della Genbao Football Base, ex stadio della prima squadra, in cui ora trova la propria casa la squadra riserve. All'interno della base ci sono tre campi da calcio di dimensioni standard e mezzo, oltre a un'arena da calcio coperta in erba sintetica. Comprende anche una sala da pranzo, banchetti e sala da ballo, numerose sale per attività e sessantaquattro camere e due suite di lusso con uno standard a tre stelle. Le strutture possono essere affittate per convegni e funzioni.

## Società
La società proprietaria dello Shanghai Port è il SIPG, acronimo che sta per Shanghai International Port Group, dunque l’operatore esclusivo del porto della municipalità di Shanghai, ma anche il più importante del sud est asiatico. Il SIPG è una società a maggioranza statale, controllata per il 61% dal governo di Shanghai. Il Porto della municipalità è un punto estremamente importante per gli investimenti stranieri e per il commercio lungo le sponde del Fiume Azzurro. Nel 2016 vi è stato un calo nel carico di merci approdate nel porto di Shanghai, di 514 milioni di tonnellate e dobbiamo tornare indietro al 2006 per trovare dei valori così bassi (443 milioni). Il picco è stato invece raggiunto nel 2013 con 776 milioni di tonnellate di carico.

### Organigramma societario
- Zhang Min - Presidente
- Xu Genbao - Direttore sportivo
- Niu Junjie - Team Manager
- Jiang Haitao - Direttore comitato direttivo
- Sun Xiang - Viceamministratore delegato
- Chen Enhua - Direttore Comunicazione

### Sponsor
- 2006-2007 East Asia
- 2008-2011 Tecnologia solare Chaori di Shanghai
- 2012 Zilin Group
- 2013-2014 Banca dello sviluppo di Shanghai Pudong
- 2015 Gruppo Shanghai International Port
- 2016- Shanghai Automotive Industry Corporation

### Settore giovanile
Il settore giovanile per lo Shanghai Port fin dalla sua fondazione è la parte più importante della squadra, perché proprio da una squadra giovanile partiva l'idea del fondatore del club, Xu Genbao. Questa visione venne rinnovata nel novembre 2014, quando SIPG prese il controllo dello Shanghai East Asian Club e pubblicando i suoi 3 obiettivi principali, uno dei quali era l'allenamento giovanile. Infatti, poiché lo Shanghai Port vuole costruire un club a lungo termine, la formazione giovanile è considerata importante quanto i punteggi della prima squadra. Ad oggi, Shanghai SIPG ha formato un gran numero di giovani talentuosi e per migliorare ulteriormente i propri punti di forza, lo Shanghai Port intende assumere allenatori stranieri esperti per supervisionare il sistema di formazione giovanile. Oltre a ciò, è in programma di reclutare circa 300 studenti adolescenti, dalle scuole medie inferiori alle scuole superiori per formare almeno 10 squadre di 30 uomini, non solo dalle scuole di Shanghai ma anche da tutta la Cina. Per attrarre giocatori più talentuosi, hanno anche considerato il futuro dei giocatori. Stanno facendo piani per assicurarsi che i giocatori adolescenti non debbano preoccuparsi della loro carriera futura, garantendo stipendi elevati. Lo Shanghai Port spera inoltre che la possibilità di giocare oltremare diventi una parte importante dell'allenamento. Nel 2018 l’impegno nel settore giovanile per lo Shanghai Sipg ha permesso alle Red Eagles di vincere, oltre al campionato maggiore, il campionato nazionale U19 e la società, grazie al progetto Infinite Future vanta oltre 30 academy e centri di reclutamento su tutto il suolo cinese, grazie al grande lavoro svolto in cooperazione con società come l’Amburgo e i belgi del Royal Antwerps, ma soprattutto l'esperienza del direttore sportivo danese Mads Davidsen.

## Allenatori e presidenti
Di seguito la cronologia dei presidenti dello Shanghai Port.
- 2005-2014  Xu Genbao
- 2015-2016  Jiang Haitao (gen.)
 Chen Xuyuan (feb.-dic.)
- 2017-2019  Chen Xuyuan (gen.-lug.)
 Zhang Min (ago.-dic.)
- 2020-  Zhang Min

Di seguito l'elenco cronologico degli allenatori dello Shanghai Port.
- 2006  Claude Lowitz
- 2007-2009  Jiang Bingyao
- 2010  Fan Zhiyi[22]
- 2011-2012  Jiang Bingyao
- 2013  Gao Hongbo[23]
- 2014  Xi Zhikang
- 2015-2016  Sven-Göran Eriksson[24]
- 2017  André Villas-Boas[25]
- 2018-2020  Vítor Pereira[26]
- 2021  Ivan Leko[27]
- 2022  Ivan Leko (1ª-28ª)
 Xi Zhikang (29ª-34ª)[28]
- 2023  Xi Zhikang (gen.-feb.)
 Javier Pereira (1ª-)[29]
- 2024  Kevin Muscat

## Calciatori

### Capitani

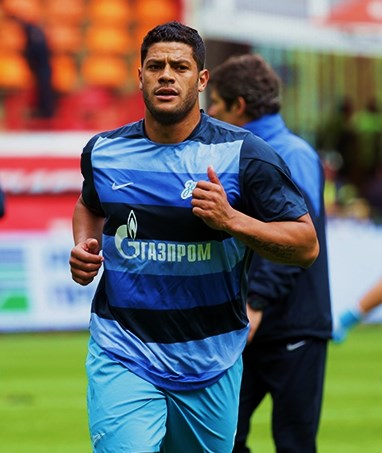
Hulk

In totale sono stati quattro i capitani dello Shanghai Port. Wang Shenchao guidò la squadra per più stagioni (sette tra il 2011 ed il 2017). Il primo e unico capitano vincente nella storia del club è Hulk grazie alla conquista della Super League e della Supercoppa di Cina.
- Wang Jiayu (2006-2010)
- Wang Shenchao (2011-2017)
- Hulk (2018-2020)
- Oscar (2020-)

### Contributo alle nazionali

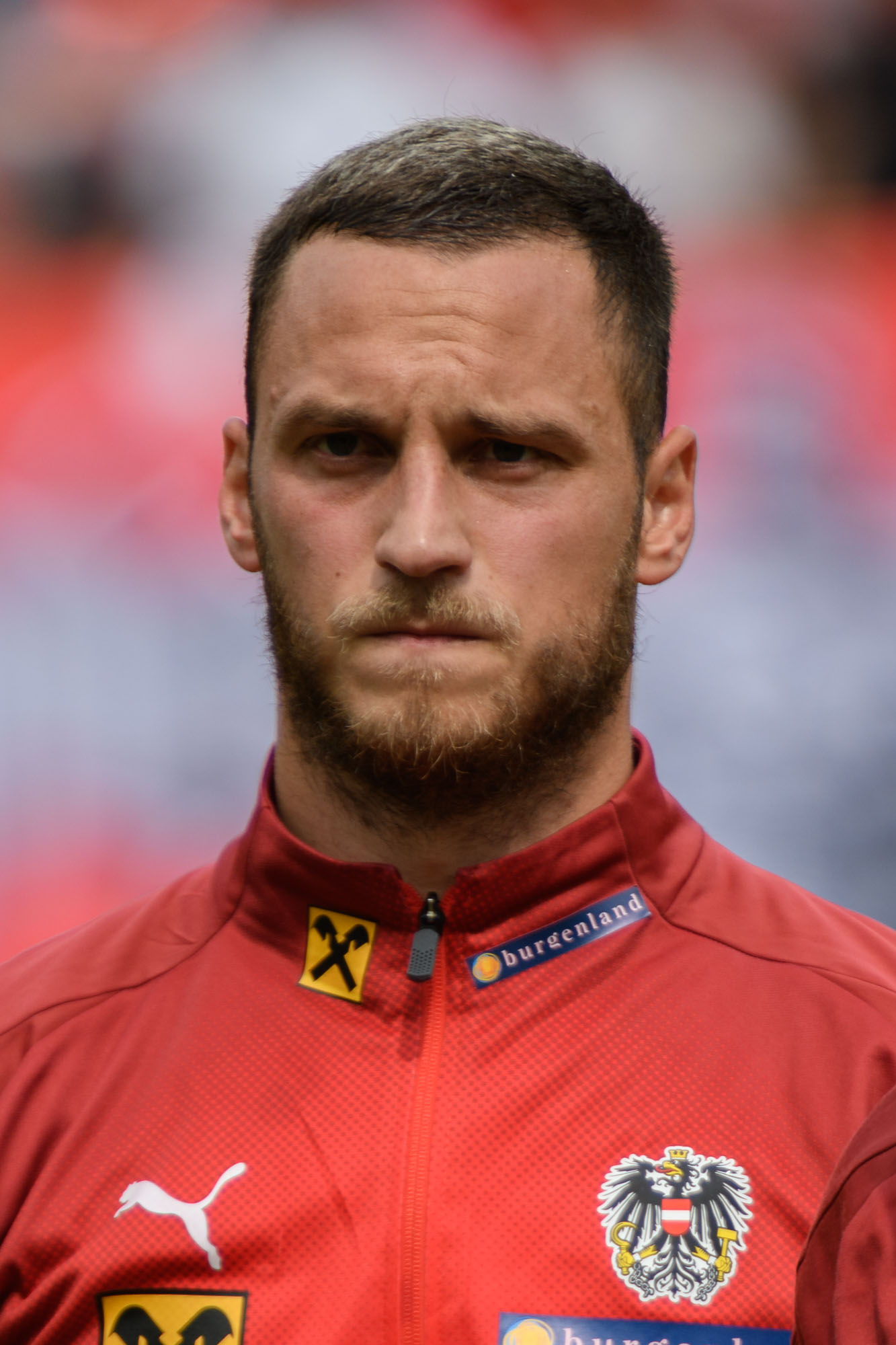
Arnautovic

Essendo stato fondato nel 2005 ed avendo raggiunto la massima serie solo nel 2012, al 1 marzo 2022 sono 13 i calciatori dello Shanghai Port ad aver ricevuto la convocazione nella Nazionale maggiore cinese e tutti hanno effettivamente collezionato almeno una presenza. Tuttavia, dato che l'ultimo piazzamento di prestigio della nazionale nella Coppa d'Asia risale al 2004 e l'ultima qualificazione ai mondiali al 2002, nessuno di questi ha mai vinto un trofeo continentale. Solamente la vittoria in Coppa dell'Asia orientale del 2010 ha permesso a due dei talenti del vivaio della squadra, Wu Lei e Zhang Linpeng, all'esordio con i dragoni, di alzare una coppa internazionale. Sempre loro due, nel 2013, portarono la Cina al secondo posto in quella coppa, ormai sicurezza di medaglie per la nazionale e per i giocatori della stessa. Nel 2015, la Cina raggiunge il secondo posto per la seconda volta di fila nella coppa dell'Asia Orientale, convocando in nazionale ben quattro giocatori del club, l'ormai perno dell'attacco Wu Lei, insieme a Yu Hai, Yan Junling e Cai Huikang. Nel 2017, grazie al contributo di Wei Shihao, He Guan e Fu Huan, che fanno il loro esordio in una competizione ufficiale con la nazionale e Yan Junling, ormai portiere titolare, la Cina raggiunge il terzo posto nella coppa dell'Asia Orientale. Nel 2019 invece sono Wang Shenchao, Shi Ke e Cai Huikang, convocato nuovamente dopo secondo posto del 2015, a portare la nazionale cinese al terzo posto nella competizione per la seconda volta di fila.
Il recordman di presenze è Wu Lei (63) che con quindici reti detiene anche il record di marcature in nazionale, mentre Cai Huikang è l'unico giocatore ad aver indossato la fascia di capitano della nazionale durante la militanza nel club di Shanghai.

#### Altre nazionali
Nonostante i limiti sul numero di calciatori stranieri in rosa, in diversi hanno vestito contemporaneamente la maglia del club e della propria nazionale, tra i più rappresentativi: Marko Arnautović con l'Austria, Asamoah Gyan con il Ghana, Odil Ahmedov con l'Uzbekistan, Tobias Hysén con la Svezia, Aaron Mooy con l'Australia e Romuald Boco con il Benin. Solo il sudcoreano Kim Ju-young ha però raggiunto importanti traguardi con la propria selezione, vincendo la Coppa dell'Asia orientale 2015, unico calciatore straniero ad aver conquistato un titolo internazionale mentre era delle "aquile rosse".

## Palmarès

### Competizioni nazionali
- Campionato cinese: 3

2018, 2023, 2024
- Coppa della Cina: 1

2024
- Supercoppa di Cina: 1

2019

### Altre competizioni
- China League One: 1

2012
- China League Two: 1

2007
- Coppa di Cina:

Finalista: 2017, 2021

## Statistiche e record

### Partecipazione ai campionati
| Livello | Categoria    | Partecipazioni | Debutto | Ultima stagione | Totale |
| ------- | ------------ | -------------- | ------- | --------------- | ------ |
| 1º      | Super League | 11             | 2013    | 2024            | 12     |
| 2º      | League One   | 5              | 2008    | 2013            | 5      |
| 3º      | League Two   | 2              | 2006    | 2007            | 2      |

### Partecipazione alle coppe
| Competizione         | Partecipazioni | Debutto | Ultima stagione | Totale |
| -------------------- | -------------- | ------- | --------------- | ------ |
| Coppa di Cina        | 13             | 2011    | 2024            | 14     |
| Supercoppa di Cina   | 3              | 2019    | 2025            | 3      |
| AFC Champions League | 7              | 2016    | 2023-2024       | 8      |

### Statistiche di squadra

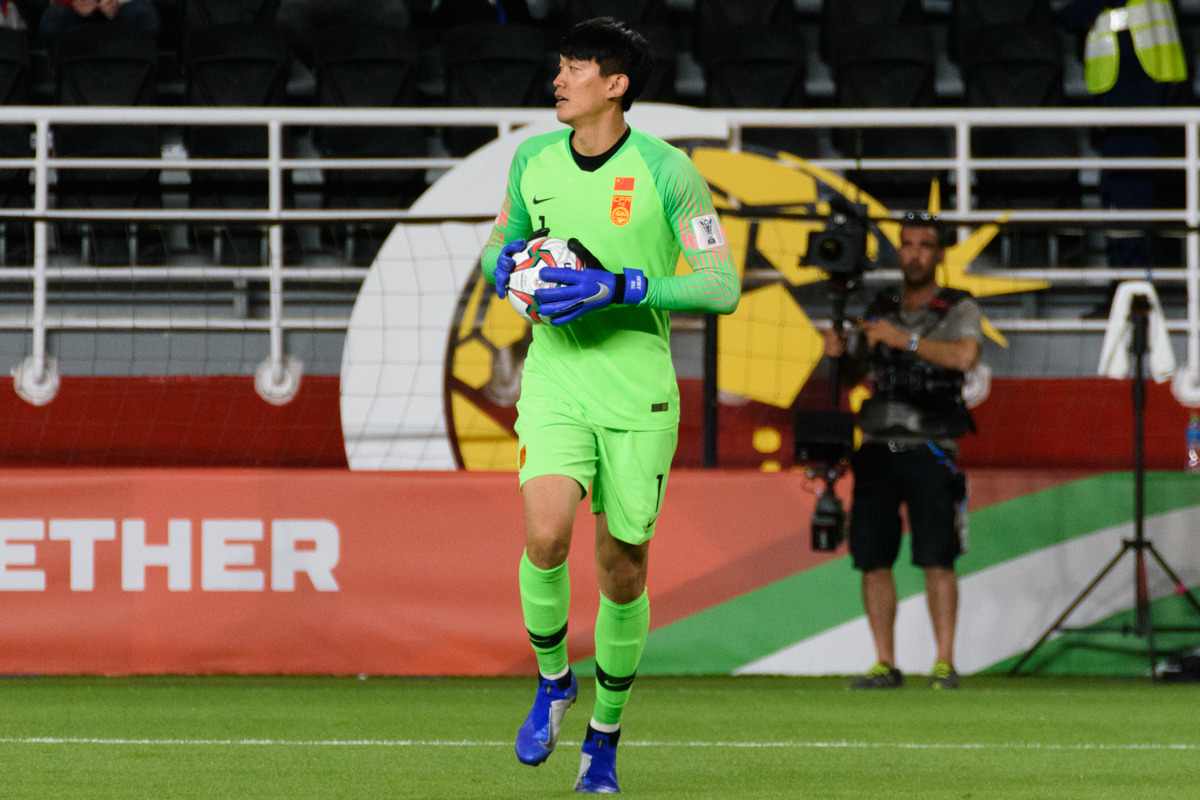
Yan Junling

Includendo la stagione 2021, il club ha partecipato a 16 campionati nazionali, di cui 2 giocati in League Two, 5 giocati in League One e 9 in Super League, e alla Coppa di Cina a partire dall'edizione 2011, in una sola occasione partecipò alla Supercoppa di Cina, vincendola. Per quanto riguarda le competizioni continentali, disputò in 6 occasione la AFC Champions League arrivando fino in semifinale.
La vittoria casalinga con il maggior numero di reti di scarto in CSL avvenne nel 2018 (Shanghai SIPG-Dalian Yifang 8-0); mentre quelle in trasferta nel 2013 (Shanghai Shenxin-Shanghai East Asia 1-6) e nel 2021 (Tianjin Jinmen Hu-Shanghai Port 1-6, Dalian Pro-Shanghai Port 0-5); la peggiore sconfitta interna in CSL arrivò per due volte nel 2013, nel 2014 e nel 2015 con il punteggio di 0-3 contro il Beijing Guoan, il Guangzhou R&F e due volte contro il Guangzhou E.; quella in trasferta sempre nel 2014, sempre contro il Guangzhou E. con il punteggio di 5-0.

### Statistiche individuali
Il giocatore che detiene il maggior numero di presenze con la maglia dello Shanghai Port è Yan Junling, con 350. Wu Lei è il miglior marcatore della storia della franchigia (141 reti).
Di seguito i record di presenze e reti dei calciatori.
| Record di presenze - 392 Yan Junling (2006-) - 385 Wang Shenchao (2006-) - 357 Lü Wenjun (2006-) - 324 Cai Huikang (2006-) - 293 Wu Lei (2006-2019, 2022-) - 235 Oscar (2017-) - 225 Yu Hai (2015-2023) - 209 He Guan (2013-2022, 2023, 2024) - 185 Fu Huan (2015-2022, 2024-) - 180 Shi Ke (2015-2020) | Record di reti - 200 Wu Lei (2006-2019, 2022-) - 76 Hulk (2016-2021) - 72 Oscar (2017-) - 62 Lü Wenjun (2006-) - 54 Elkeson (2016-2019) - 31 Tobias Hysén (2014-2015) - 27 Wang Shenchao (2005-) - 24 Li Shenglong (2013-) - 20 Marko Arnautovic (2019-2021) - 19 Gustavo (2024-) |

## Tifoseria

### Storia
I tifosi dello Shanghai Port si distinguono a Shanghai per il loro rosso acceso, l'opposto del azzurro dello Shanghai Shenhua, i loro rivali di sempre; dal loro colore prendono anche il nome gli ultras del Port, denominandosi RedBoy. Tuttavia essendo la seconda squadra di Shanghai per importanza storica ed essendo stata fondata la società 54 anni dopo lo Shenghai Shenhua, la maggior parte dei tifosi di Shanghai non tifa Port e allo Shanghai Stadium troviamo un pubblico molto distante dal campo e vari settori dell’impianto vuoti. Gli ultras, dalla loro, spiegano che è grazie allo Shanghai Port se molte persone si sono avvicinate al calcio negli ultimi anni, aggiungendo che l’aspetto culturale del derby sia tutto da costruire, con la storia ancora molto giovane, così come il club.

### Gemellaggi e rivalità
Il progetto Infinite Future dello Shanghai Port prevede l’apertura di molteplici academy su tutto il suolo cinese. Al progetto hanno aderito i tedeschi dell’HSV Hamburger e i belgi del Royal Antwerp per lo sviluppo dell’attività giovanile e l’acquisizione di know how nelle varie aree.
Al contrario la principale rivalità del club è contro lo Shanghai Shenhua con il quale gareggia nel derby locale di Shanghai. Dato che lo Shanghai Shenhua vinse lo scudetto del 1995 grazie al fondatore del club, Xu Genbao, al tempo allenatore dello Shenhua, esiste un legame diretto molto forte tra le due squadre. Il 28 aprile 2013 le due squadre si sono incontrate per la prima volta in una partita di campionato, questa ha visto il club sconfitto 2-1. Anche la rivalità contro lo Shanghai Shenxin contiene forti legami tra le due squadre dato che i giocatori Jiang Zhipeng e Wang Jiayu hanno rappresentato entrambe le squadre prima che i due club si incontrassero nel loro primo derby, il 2 giugno 2013, che si è concluso con una vittoria per 6-1 per l'East Asia. Inoltre, la posizione geografica del club l'ha aperto anche alla rivalità con lo Zhejiang Pro e l'ormai scomparso Jiangsu Suning, dove gareggiano in una partita chiamata Yangtze Delta Derby.

## Organico

### Rosa 2025
Di seguito la rosa dello Shanghai Port aggiornata al 26 gennaio 2025.
| N. |                          | Ruolo | Calciatore     |
| -- | ------------------------ | ----- | -------------- |
| 1  | Cina (bandiera)          | P     | Yan Junling    |
| 2  | Cina (bandiera)          | D     | Li Ang         |
| 3  | Cina (bandiera)          | D     | Tyias Browning |
| 4  | Cina (bandiera)          | D     | Wang Shenchao  |
| 5  | Cina (bandiera)          | D     | Zhang Linpeng  |
| 6  | Cina (bandiera)          | C     | Cai Huikang    |
| 7  | Cina (bandiera)          | A     | Wu Lei         |
| 9  | Brasile (bandiera)       | A     | Gustavo        |
| 10 | Argentina (bandiera)     | A     | Matías Vargas  |
| 11 | Cina (bandiera)          | A     | Lü Wenjun      |
| 12 | Cina (bandiera)          | P     | Chen Wei       |
| 13 | Cina (bandiera)          | D     | Wei Zhen       |
| 14 | Cina (bandiera)          | A     | Li Shenglong   |
| 16 | Cina (bandiera)          | C     | Xu Xin         |
| 17 | Taipei cinese (bandiera) | C     | Will Donkin    |
| 18 | Brasile (bandiera)       | C     | Léo Cittadini  |

| N. |                       | Ruolo | Calciatore    |
| -- | --------------------- | ----- | ------------- |
| 19 | Cina (bandiera)       | A     | Wang Zhen'ao  |
| 20 | Cina (bandiera)       | C     | Yang Shiyuan  |
| 22 | Brasile (bandiera)    | C     | Matheus Jussa |
| 23 | Cina (bandiera)       | C     | Fu Huan       |
| 25 | Cina (bandiera)       | P     | Du Jia        |
| 27 | Cina (bandiera)       | A     | Feng Jin      |
| 30 | Brasile (bandiera)    | A     | Willian Popp  |
| 31 | Cina (bandiera)       | D     | Bao Shimeng   |
| 32 | Cina (bandiera)       | D     | Li Shuai      |
| 33 | Cina (bandiera)       | A     | Liu Zhurun    |
| 37 | Cina (bandiera)       | C     | Chen Xuhuang  |
| 38 | Cina (bandiera)       | C     | Li Deming     |
| 41 | Cina (bandiera)       | P     | Liang Kun     |
| 43 | Cina (bandiera)       | D     | Wang Yiwei    |
| 45 | Cina (bandiera)       | A     | Liu Xiaolong  |
| 77 | Portogallo (bandiera) | C     | Gabrielzinho  |

### Staff tecnico
Di seguito lo staff tecnico dello Shanghai Port aggiornato al 27 marzo 2024.
- Kevin Muscat - Allenatore
- Vincenzo Ierardo - Vice allenatore
- Ross Aloisi - Vice allenatore
- Ian Walker - Allenatore dei portieri
- Huiqiang Cai - Collaboratore tecnico